# Mystacidium flanaganii
Mystacidium flanaganii là một loài thực vật có hoa trong họ Lan. Loài này được (Bolus) Bolus mô tả khoa học đầu tiên năm 1905.